# Aprostocetus dezhnevi
Aprostocetus dezhnevi is een vliesvleugelig insect uit de familie Eulophidae. De wetenschappelijke naam is voor het eerst geldig gepubliceerd in 1990 door Kostjukov.